# 连山河

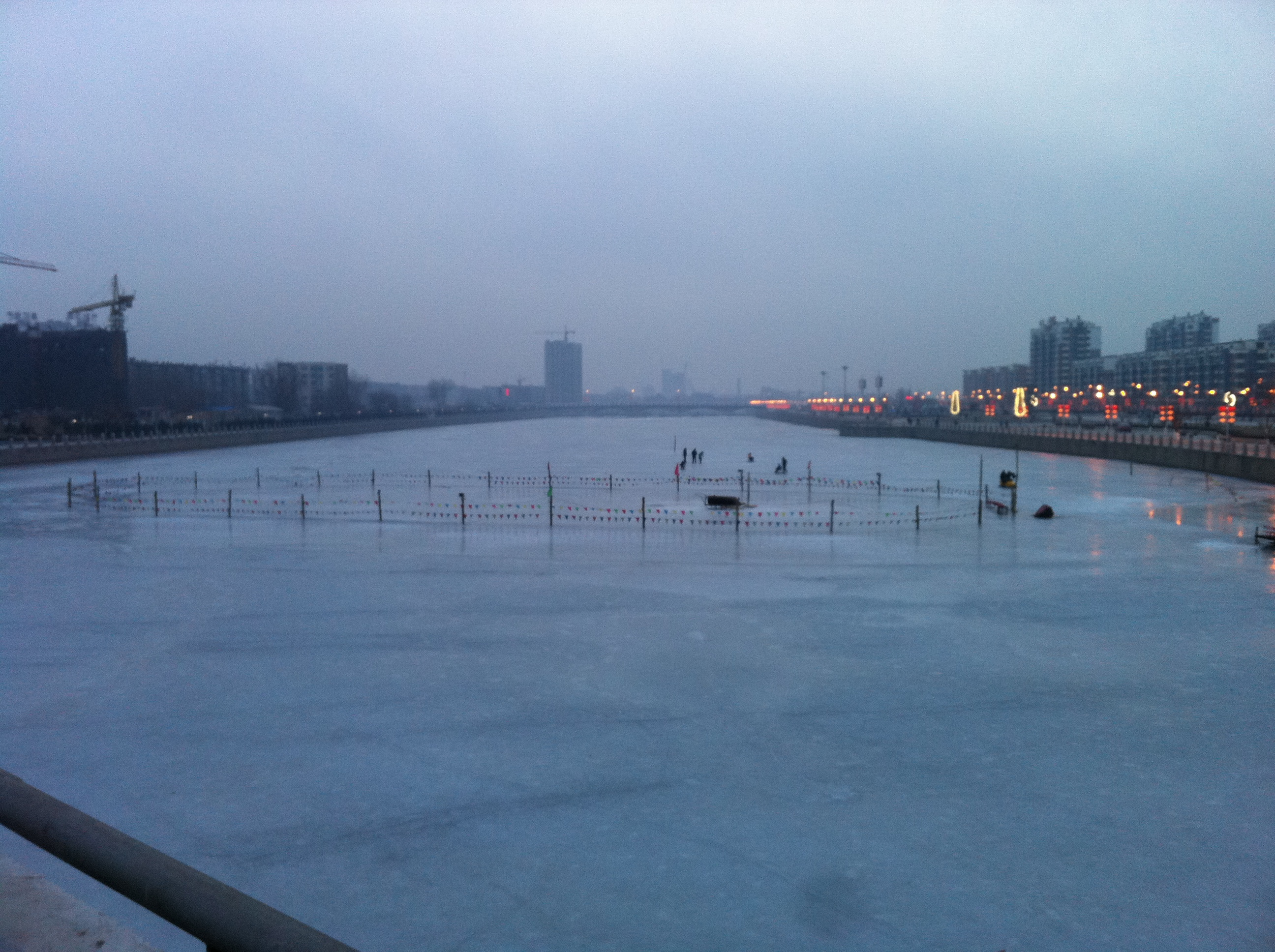
连山河连山区市区河段

连山河，位于中华人民共和国辽宁省葫芦岛市的一条独流入海河流，发源于连山区沙河营乡喂牛场村以北大虹螺山南麓，南流至水口子村转东南流，经连山区市区北部、龙港区北港街道后与五里河汇流注入渤海锦州湾。河流全长33.95千米，流域面积169.44平方千米，河道平均比降4.1‰，年均径流量3071万立方米。